# Huesca (prowincja)
Huesca (hiszp. Provincia de Huesca, arag. Probinzia de Uesca) – prowincja w Hiszpanii, w Aragonii, mająca stolicę w mieście o tej samej nazwie. Graniczy z prowincjami: Lleida, Saragossa, Nawarra oraz z Francją.

## Comarki
W skład prowincji Huesca wchodzą następujące comarki:
- Alto Gállego
- Bajo Cinca
- Cinca Medio
- Hoya de Huesca
- Jacetania
- La Litera
- Los Monegros
- Ribagorza
- Sobrarbe
- Somontano de Barbastro